# 1924年7月31日日食
1924年7月31日日食是一次日偏食，發生於1924年7月31日。新月當天（即朔日），地球上觀測到月球和太阳的角距離極小，此時月球如果恰好在月球交點附近，穿過太阳和地球之間，與地球、太阳接近一直線，則會出現日食。由於月球偏北或偏南，本影及偽本影從地球以北或以南經過而未接觸地表，只有半影覆蓋了地球北端或南端部分區域，形成日偏食。此次日偏食月球偏南，出現在太平洋南部。

## 日食概況

### 出現區域
本次日偏食可在太平洋南端的洋面看到。

### 基本參數
- 類型：日偏食
- 食分最大處（位於南极洲玛丽·伯德地海岸西北約600公里的南太平洋）資料：
  - 時間：1924年7月31日19:57:56
  - 地點：69°36′S 146°00′W / 69.6°S 146.0°W
  - 食分：0.1920（日食帶內最大）[3]

## 相關的日食

### 1924-1928年的日食
月球交替位於相對的月球交點時，以半個交點年（食年），即約177天又4小時間隔出現下列日食。
註：1924年3月5日和1924年8月30日的日偏食屬於上一組交點年系列。1928年5月19日的日全食和1928年11月12日的日偏食屬於下一組交點年系列。
| 升交點   | 升交點                   |          | 降交點                    | 降交點 |
| 沙羅周期 | 地圖                     | 沙羅周期 | 地圖                      |        |
| 115      | 1924年7月31日 偏食（南） | 120      | 1925年1月24日 全食        |        |
| 125      | 1925年7月20日 環食       | 130      | 1926年1月14日 全食        |        |
| 135      | 1926年7月9日 環食        | 140      | 1927年1月3日 環食         |        |
| 145      | 1927年6月29日 全食       | 150      | 1927年12月24日 偏食（南） |        |
| 155      | 1928年6月17日 偏食（北） |          |                           |        |

## 資料來源
1. ↑  樊忠玉. . 中国天文科普网.   [2016-03-30]. （原始内容存档于2014-09-17）.
2. ↑  Fred Espenak. . NASA Eclipse Web Site.   [2020-09-23]. （原始内容存档于2020-10-20）.（英文）
3. ↑  Fred Espenak. . NASA Eclipse Web Site.   [2020-09-23]. （原始内容存档于2020-10-22）.（英文）

## 外部連結
- NASA日食專頁（页面存档备份，存于）（英文）
- 可見區域圖和時間統計：由弗雷德·埃斯佩納克做出的日食預報，NASA/GSFC
  - 貝塞爾元素

| \| \| 日食 \|                            |                              |                                           |
| 上一次日食： 1924年3月5日日食 （日偏食） | 1924年7月31日日食 （日偏食） | 下一次日食： 1924年8月30日日食 （日偏食） |
| 上一次日偏食： 1924年3月5日日食          | 1924年7月31日日食 （日偏食） | 下一次日偏食： 1924年8月30日日食          |
|                                          | 日食                         |                                           |